# ATV-10
ATV-10 is een Australische televisiezender in Melbourne. De zender maakt deel uit van Network Ten.
De licentie om als Melbournes derde commerciële televisiezender uit te zenden werd gegeven aan Reg Ansett in april 1963. De nieuwe zender, ATV-0, begon uit te zenden op 1 augustus 1964. Het studiocomplex lag in een buitenwijk van Nunawading.